# Luca Ottaviani
Luca Ottaviani (* 10. September 1993 in Urbino) ist ein italienischer Motorradrennfahrer.

## In der Supersport-Weltmeisterschaft
(Stand: Saisonende 2023)
| Saison | Team                   | Motorrad              | Rennen | Siege | Zweiter | Dritter | Poles | Schn. Runden | Punkte | Ergebnis |
| ------ | ---------------------- | --------------------- | ------ | ----- | ------- | ------- | ----- | ------------ | ------ | -------- |
| 2019   | SGM Tecnic             | Yamaha YZF-R 6        | 2      | –     | –       | –       | –     | –            | 4      | 31.      |
| 2021   | RM Racing              | Kawasaki Ninja ZX-6 R | 4      | –     | –       | –       | –     | –            | 1      | 49.      |
| 2022   | Altogo Racing Team     | Yamaha YZF-R 6        | 4      | –     | –       | –       | –     | –            | 5      | 32.      |
| 2023   | Extreme Racing Service | MV Agusta F3 800 RR   | 2      | –     | –       | –       | –     | –            | 4      | 37.      |
| Gesamt | Gesamt                 | Gesamt                | 12     | 0     | 0       | 0       | 0     | 0            | 14     |          |